# سابانگ مرائوکه رایا ایر چارتر
سابانگ مرائوکه رایا ایر چارتر (به انگلیسی: Sabang Merauke Raya Air Charter) یک شرکت هواپیمایی است که در ۱۹۶۹ میلادی تأسیس شده‌است. دفتر مرکزی سابانگ مرائوکه رایا ایر چارتر در مدان، اندونزی واقع شده‌است و قطب این شرکت هواپیمایی در فرودگاه بین‌المللی پولونیا قرار دارد.